# Nanorana rarica
Nanorana rarica es una especie de anfibio anuro de la familia Dicroglossidae. Es endémica de Nepal: los únicos registros confirmados son del lago Rara.